# Lasiopleura vittata
Lasiopleura vittata är en tvåvingeart som beskrevs av Curtis W. Sabrosky 1959. Lasiopleura vittata ingår i släktet Lasiopleura och familjen fritflugor. Inga underarter finns listade i Catalogue of Life.